# Orange Caramel
Orange Caramel (кор. 오렌지 캬라멜) — перший підгурт південнокорейського жіночого гурту After School, заснований Pledis Entertainment у 2010 році. Складається з Нани, Рейни та Ліззі.

## Дискографія

### Студійні альбоми
| Назва                                                                            | Деталі альбому                                                                            | Пікові позиції у чартах | Пікові позиції у чартах | Продажі                                  |
| Назва                                                                            | Деталі альбому                                                                            | KOR                     | JPN                     | Продажі                                  |
| -------------------------------------------------------------------------------- | ----------------------------------------------------------------------------------------- | ----------------------- | ----------------------- | ---------------------------------------- |
| Lipstick                                                                         | - Реліз: 12 вересня 2012 - Лейбл: Pledis Entertainment - Формат: CD, цифрове завантаження | 3                       | 92                      | - Південна Корея: 15,324 - Японія: 2,187 |
| Orange Caramel                                                                   | - Реліз: 12 березня 2013 - Лейбл: Avex Trax - Формат: CD, цифрове завантаження            | —                       | 21                      | - Японія: 7,732                          |
| «—» релізи, що не потрапили у чарти або не були випущені у відповідних регіонах. |                                                                                           |                         |                         |                                          |

### Мініальбоми
| Назва                 | Деталі альбому                                                                              | Пікові позиції у чартах | Продажі                 |
| Назва                 | Деталі альбому                                                                              | KOR                     | Продажі                 |
| --------------------- | ------------------------------------------------------------------------------------------- | ----------------------- | ----------------------- |
| The First Mini Album  | - Реліз: 17 червня 2010 - Лейбл: Pledis Entertainment - Формат: CD, цифрове завантаження    | 2                       | - Південна Корея: 3,989 |
| The Second Mini Album | - Реліз: 18 листопада 2010 - Лейбл: Pledis Entertainment - Формат: CD, цифрове завантаження | 10                      | - Південна Корея: 4,986 |

### Сингл-альбоми
| Назва            | Деталі альбому                                                                            | Пікові позиції у чартах | Продажі                 |
| Назва            | Деталі альбому                                                                            | KOR                     | Продажі                 |
| ---------------- | ----------------------------------------------------------------------------------------- | ----------------------- | ----------------------- |
| Bangkok City     | - Реліз: 21 березня 2011 - Лейбл: Pledis Entertainment - Формат: CD, цифрове завантаження | 3                       | - Південна Корея: 7,703 |
| Shanghai Romance | - Реліз: 13 жовтня 2011 - Лейбл: Pledis Entertainment - Формат: CD, цифрове завантаження  | 6                       | - Південна Корея: 8,084 |
| Catallena        | - Реліз:12 березня 2014 - Лейбл: Pledis Entertainment - Формат: CD, цифрове завантаження  | 5                       | - Південна Корея: 8,508 |
| My Copycat       | - Реліз: 18 серпня 2014 - Лейбл: Pledis Entertainment - Формат: CD, цифрове завантаження  | 8                       | - Південна Корея: 6,212 |

### Сингли
| Назва                                                                             | Рік  | Пікові позиції у чартах | Пікові позиції у чартах | Пікові позиції у чартах | Пікові позиції у чартах | Пікові позиції у чартах | Продажі                     | Альбом                |
| Назва                                                                             | Рік  | КОР                     | КОР                     | ЯПН                     | ЯПН                     | US World                | Продажі                     | Альбом                |
| Назва                                                                             | Рік  | Gaon                    | Hot                     | Oricon                  | Hot                     | US World                | Продажі                     | Альбом                |
| --------------------------------------------------------------------------------- | ---- | ----------------------- | ----------------------- | ----------------------- | ----------------------- | ----------------------- | --------------------------- | --------------------- |
| «Magic Girl» (마법소녀)                                                           | 2010 | 18                      | —                       | —                       | —                       | —                       | - Південна Корея: 1,488,907 | The First Mini Album  |
| «A-ing» (아잉)                                                                    | 2010 | 5                       | —                       | —                       | —                       | —                       | - Південна Корея: 946,156   | The Second Mini Album |
| «Bangkok City» (방콕시티)                                                         | 2011 | 3                       | —                       | —                       | —                       | —                       | - Південна Корея: 1,789,391 | Bangkok City          |
| «Shanghai Romance» (샹하이 로맨스)                                                | 2011 | 8                       | 7                       | —                       | —                       | —                       | - Південна Корея: 1,642,257 | Shanghai Romance      |
| «Funny Hunny»                                                                     | 2011 | 8                       | 10                      | —                       | —                       | —                       | - Південна Корея: 1,066,858 | Сингл без альбому     |
| «Yasashii Akuma» (やさしい悪魔)                                                   | 2012 | —                       | —                       | 10                      | 23                      | —                       | - Японія: 13,739 (Фіз.)     | Orange Caramel        |
| «Lipstick» (립스틱)                                                               | 2012 | 5                       | 2                       | —                       | —                       | —                       | - Південна Корея: 1,713,196 | Lipstick              |
| «Lipstick / Lamu no Love Song» (ラムのラブソング)                                 | 2012 | —                       | —                       | 12                      | 96                      | —                       | - Японія: 12,235 (Фіз.)     | Orange Caramel        |
| «Dashing Through the Snow in High Heels» (흰눈 사이로 하이힐 타고) (feat. NU'EST) | 2012 | 25                      | 16                      | —                       | —                       | —                       | - Південна Корея: 203,168   | Сингл без альбому     |
| «Cookies, Cream & Mint» (クッキークリーム&ミン)                                   | 2013 | —                       | —                       | —                       | —                       | —                       | —                           | Orange Caramel        |
| «Hug Song» (안아줘요) (with 10cm)                                                 | 2013 | 14                      | 12                      | —                       | —                       | —                       | - Південна Корея: 291,461   | Сингл без альбому     |
| «Catallena» (까탈레나)                                                            | 2014 | 6                       | 4                       | —                       | —                       | 11                      | - Південна Корея: 1,011,735 | Catellena             |
| «Abing Abing» (아빙아빙)                                                          | 2014 | 18                      | 19                      | —                       | —                       | —                       | - Південна Корея: 214,213   | Сингл без альбому     |
| «My Copycat» (나처럼 해봐요)                                                      | 2014 | 19                      | —                       | —                       | —                       | 6                       | - Південна Корея: 289,899   | My Copycat            |
| «—» релізи, що не потрапили у чарти або не були випущені у відповідних регіонах.  |      |                         |                         |                         |                         |                         |                             |                       |

### Саундтреки
| Назва     | Рік  | Пікові позиції у чартах | Продажі                  | Альбом                 |
| Назва     | Рік  | KOR                     | Продажі                  | Альбом                 |
| --------- | ---- | ----------------------- | ------------------------ | ---------------------- |
| «Tonight» | 2014 | 88                      | - Південна Корея: 21,945 | It's Okay, That's Love |

### Інші пісні у чартах
| Назва                                                                            | Рік  | Пікові позиції у чартах | Пікові позиції у чартах | Альбом                |
| Назва                                                                            | Рік  | Gaon                    | Hot                     | Альбом                |
| -------------------------------------------------------------------------------- | ---- | ----------------------- | ----------------------- | --------------------- |
| «Love Does Not Wait» (사랑을 미룰 순 없나요)                                     | 2010 | 192                     | —                       | The First Mini Album  |
| «Not Yet…» (아직...)                                                             | 2010 | 74                      | —                       | The Second Mini Album |
| «Close Your Eyes» (눈을 감아)                                                    | 2011 | 145                     | —                       | Lipstick              |
| «Milkshake»                                                                      | 2012 | 198                     | —                       | Lipstick              |
| «So Sorry»                                                                       | 2014 | 106                     | 52                      | Catellena             |
| «Cry» (미친 듯이 울었어)                                                         | 2014 | 118                     | 54                      | Catellena             |
| «—» релізи, що не потрапили у чарти або не були випущені у відповідних регіонах. |      |                         |                         |                       |

### Інші пісні
| Назва                                               | Рік  | Альбом                                                     |
| --------------------------------------------------- | ---- | ---------------------------------------------------------- |
| «How Are You» (어떤가요)                            | 2011 | Happy Pledis 2012: Love Letter                             |
| «Jagiya» (자기야)                                   | 2014 | Immortal Songs: Singing the Legend (Family Special)        |
| «Ulleungdo Twist» (울릉도 트위스트) (with Jo Se-ho) | 2014 | Immortal Songs: Singing the Legend (Summer Special Vol. 1) |
| «Na Eotteokhae» (나 어떡해)                         | 2014 | Immortal Songs: Singing the Legend (Summer Special Vol. 2) |

### Музичні кліпи
| Назва                       | Рік       | Режисер(и)          | Прим.     |
| Корейські                   | Корейські | Корейські           | Корейські |
| --------------------------- | --------- | ------------------- | --------- |
| «Magic Girl»                | 2010      | Невідомий           |           |
| «A~ing♡»                    | 2010      | Невідомий           |           |
| «Bangkok City»              | 2011      | Lee Il-Hwan         | [ 22 ]    |
| «Shanghai Romance»          | 2011      | Song Won-young      | [ 23 ]    |
| «Funny Hunny»               | 2011      | Невідомий           |           |
| «Funny Hunny» (Studio ver.) | 2011      | I'mpulse mediaworks | [ 24 ]    |
| «Lipstick»                  | 2012      | Digipedi            | [ 25 ]    |
| «Catallena»                 | 2014      | Digipedi            | [ 26 ]    |
| «Abing Abing»               | 2014      | Go Won-seok         | [ 27 ]    |
| «My Copycat»                | 2014      | Digipedi            | [ 28 ]    |
| «The Gangnam Avenue»        | 2014      | Digipedi            |           |
| Японські                    |           |                     |           |
| «My Sweet Devil»            | 2012      | Wataru Saito        | [ 29 ]    |
| «Lipstick»                  | 2012      | Digipedi            | [ 30 ]    |
| «Lamu no Love Song»         | 2012      | Wataru Saito        | [ 29 ]    |
| «Cookies, Cream & Mint»     | 2013      | Wataru Saito        | [ 31 ]    |